# Sinceny
Sinceny ist eine französische Gemeinde mit 1988 Einwohnern (Stand: 1. Januar 2022) im Département Aisne in der Region Hauts-de-France; sie gehört zum Arrondissement Laon, zum Kanton Chauny und zum Gemeindeverband Chauny-Tergnier-La Fère. Die Einwohner werden Sincenois und Sincenoises genannt.

## Geografie
Die Gemeinde Sinceny liegt an der Oise, die die nördliche Gemeindegrenze bildet. Im Westen der Gemeinde verläuft ein Teil einer alten Heerstraße des Systems Chaussée Brunehaut. Nachbargemeinden von Sinceny sind Chauny im Norden und Nordwesten, Viry-Noureuil im Norden und Nordosten, Amigny-Rouy im Osten und Nordosten, Barisis-aux-Bois im Osten und Südosten, Folembray im Süden und Südosten, Champs und Pierremande im Süden sowie Autreville im Westen.

## Bevölkerungsentwicklung
| Jahr                       | 1962 | 1968 | 1975 | 1982 | 1990 | 1999 | 2006 | 2014 | 2022 |
| Einwohner                  | 2394 | 2273 | 2349 | 2221 | 2078 | 2158 | 2131 | 2041 | 1988 |
| Quellen: Cassini und INSEE |      |      |      |      |      |      |      |      |      |

## Sehenswürdigkeiten
- Kirche Saint-Médard, nach den Zerstörungen im Ersten Weltkrieg neu aufgebaut

## Trivia
Die Fayencen von Sinceny sind als Keramikfayencen aus der Manufaktur bekannt. Sie erlebten im 18. Jahrhundert von 1737 bis 1781 eine Blüte.

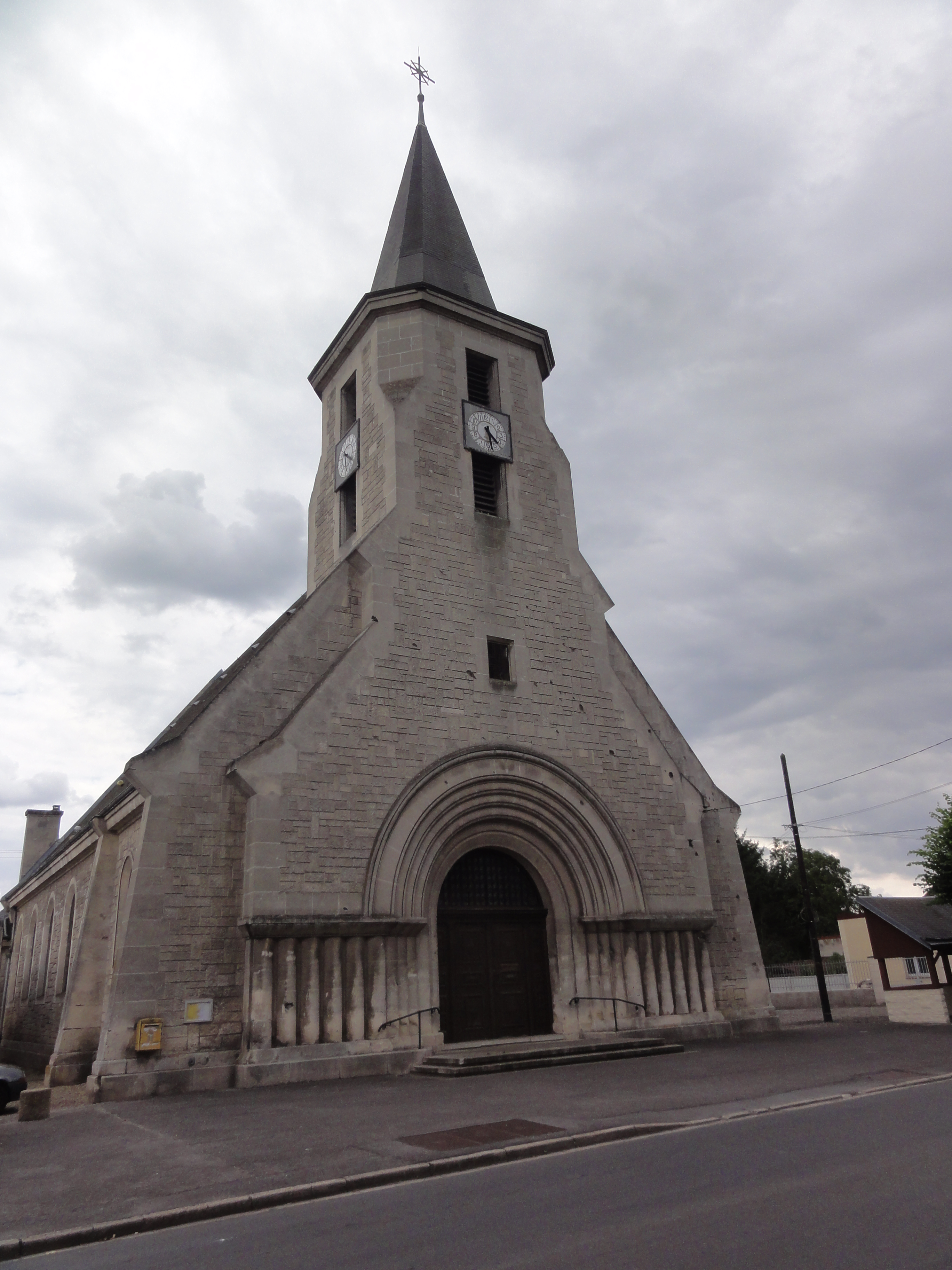
Kirche Saint-Médard
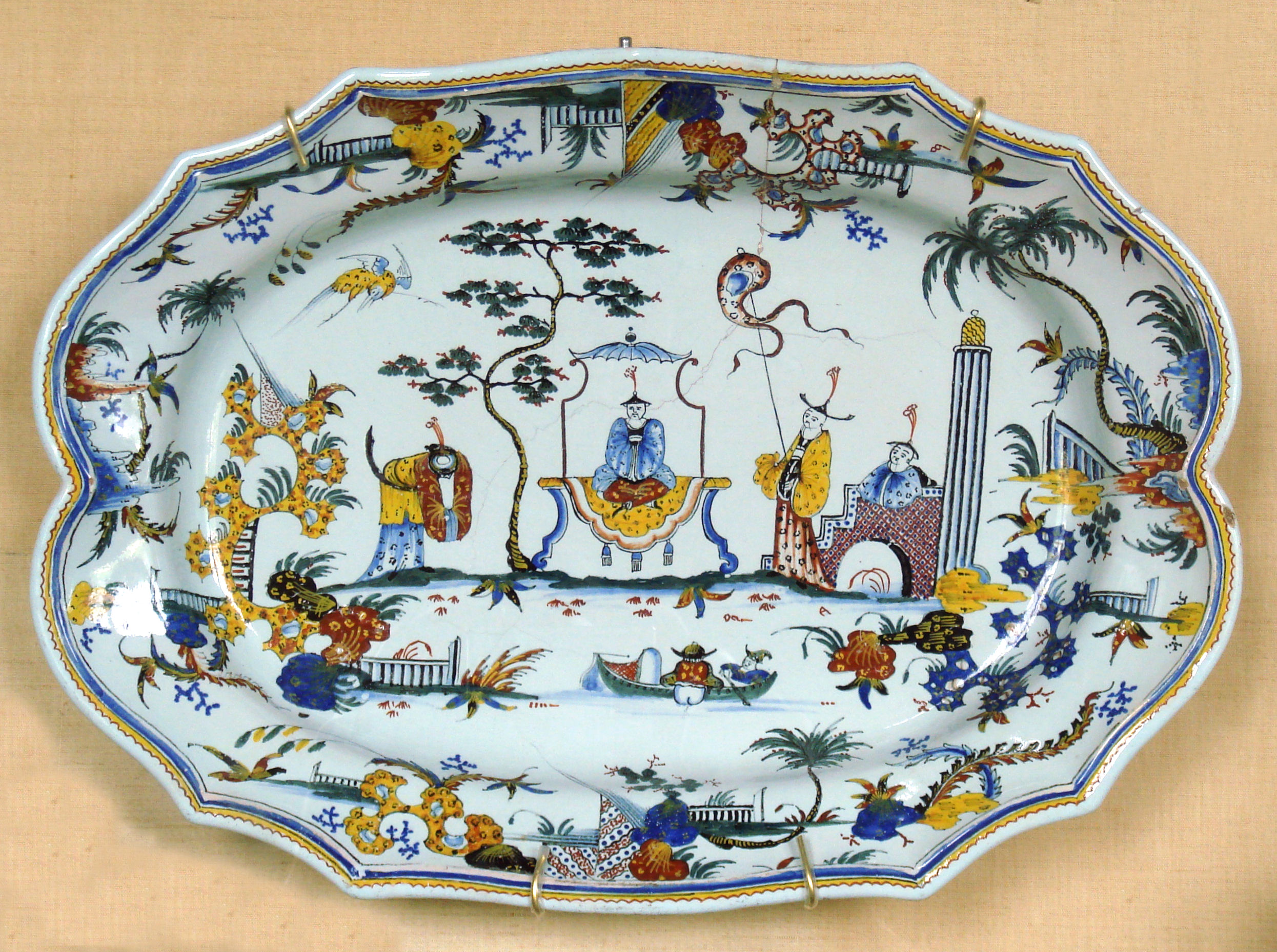
Fayence aus Sinceny aus dem 18. Jahrhundert
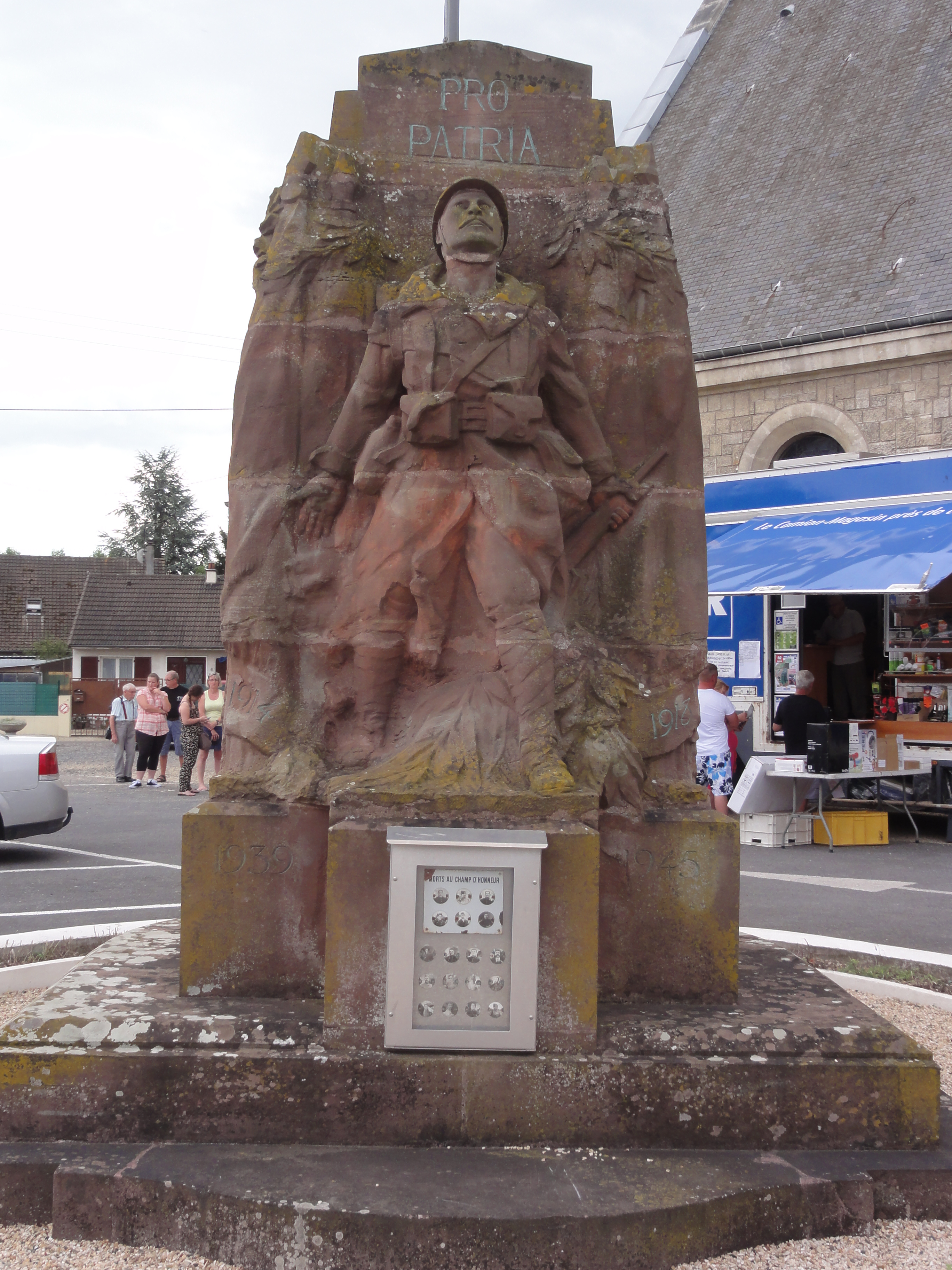
Gefallenendenkmal